# Kolarstwo na Letnich Igrzyskach Olimpijskich 1936 – tandemy mężczyzn
Rywalizacja tandemów była jedną z konkurencji rozgrywanych podczas XI Letnich Igrzysk Olimpijskich. Została rozegrana w dniach 7 – 8 sierpnia 1936 roku. Rywalizowano na dystansie 2000 metrów. Wystartowało 11 dwuosobowych zespołów.

## Wyniki

### Pierwsza runda
Do rundy drugiej bezpośrednio awansowali zwycięzcy poszczególnych wyścigów. Przegrani rywalizowali w repasażach.
Wyścig 1
| Pozycja | Zawodnik                   | Reprezentacja | Czas | Uwagi |
| ------- | -------------------------- | ------------- | ---- | ----- |
| 1.      | Frans Cools Roger Pirotte  | Belgia        | 11,4 | Q     |
| 2.      | Heino Dissing Bjørn Stiler | Dania         |      |       |

Wyścig 2
| Pozycja | Zawodnik                     | Reprezentacja | Czas | Uwagi |
| ------- | ---------------------------- | ------------- | ---- | ----- |
| 1.      | Pierre Georget Georges Maton | Francja       | 11,0 | Q     |
| 2.      | Franz Dusika Alfred Mohr     | Austria       |      |       |

Wyścig 3
| Pozycja | Zawodnik                 | Reprezentacja | Czas | Uwagi |
| ------- | ------------------------ | ------------- | ---- | ----- |
| 1.      | Bernard Leene Henk Ooms  | Holandia      | 11,2 | Q     |
| 2.      | Karl Burkhart Fritz Ganz | Szwajcaria    |      |       |

Wyścig 4
| Pozycja | Zawodnik                    | Reprezentacja   | Czas | Uwagi |
| ------- | --------------------------- | --------------- | ---- | ----- |
| 1.      | Bruno Loatti Carlo Legutti  | Włochy          | 11,6 | Q     |
| 2.      | Ernest Chambers Jack Sibbit | Wielka Brytania |      |       |

Wyścig 5
| Pozycja | Zawodnik                      | Reprezentacja     | Czas | Uwagi |
| ------- | ----------------------------- | ----------------- | ---- | ----- |
| 1.      | Ernst Ihbe Carl Lorenz        | III Rzesza        | 11,6 | Q     |
| 2.      | Al Sellinger William Logan    | Stany Zjednoczone |      |       |
| 3.      | Miklós Németh Ferenc Pelvássy | Węgry             |      |       |

### Repasaże
Zwycięzcy wyścigów awansowali do rundy 2.
Wyścig 1
| Pozycja | Zawodnik                   | Reprezentacja | Czas | Uwagi |
| ------- | -------------------------- | ------------- | ---- | ----- |
| 1.      | Heino Dissing Bjørn Stiler | Dania         | 11,4 | Q     |
| 2.      | Franz Dusika Alfred Mohr   | Austria       |      |       |

Wyścig 2
| Pozycja | Zawodnik                   | Reprezentacja     | Czas | Uwagi |
| ------- | -------------------------- | ----------------- | ---- | ----- |
| 1.      | Al Sellinger William Logan | Stany Zjednoczone | 12,0 | Q     |
| 2.      | Karl Burkhart Fritz Ganz   | Szwajcaria        |      |       |

Wyścig 3
| Pozycja | Zawodnik                      | Reprezentacja   | Czas     | Uwagi |
| ------- | ----------------------------- | --------------- | -------- | ----- |
| 1.      | Ernest Chambers Jack Sibbit   | Wielka Brytania | Walkower | Q     |
| 2.      | Miklós Németh Ferenc Pelvássy | Węgry           | DNS      |       |

### Runda 2
Wyścig 1
| Pozycja | Zawodnik                     | Reprezentacja | Czas | Uwagi |
| ------- | ---------------------------- | ------------- | ---- | ----- |
| 1.      | Pierre Georget Georges Maton | Francja       | 11,0 | Q     |
| 2.      | Frans Cools Roger Pirotte    | Belgia        |      |       |

Wyścig 2
| Pozycja | Zawodnik                   | Reprezentacja | Czas | Uwagi |
| ------- | -------------------------- | ------------- | ---- | ----- |
| 1.      | Ernst Ihbe Carl Lorenz     | III Rzesza    | 11,8 | Q     |
| 2.      | Heino Dissing Bjørn Stiler | Dania         |      |       |

Wyścig 3
| Pozycja | Zawodnik                    | Reprezentacja   | Czas | Uwagi |
| ------- | --------------------------- | --------------- | ---- | ----- |
| 1.      | Bernard Leene Henk Ooms     | Holandia        | 11,2 | Q     |
| 2.      | Ernest Chambers Jack Sibbit | Wielka Brytania |      |       |

Wyścig 4
| Pozycja | Zawodnik                   | Reprezentacja     | Czas | Uwagi |
| ------- | -------------------------- | ----------------- | ---- | ----- |
| 1.      | Bruno Loatti Carlo Legutti | Włochy            | 11,0 | Q     |
| 2.      | Al Sellinger William Logan | Stany Zjednoczone |      |       |

### Półfinały
Wyścig 1
| Pozycja | Zawodnik                     | Reprezentacja | Czas | Uwagi |
| ------- | ---------------------------- | ------------- | ---- | ----- |
| 1.      | Ernst Ihbe Carl Lorenz       | III Rzesza    | 11,0 | Q     |
| 2.      | Pierre Georget Georges Maton | Francja       |      |       |

Wyścig 2
| Pozycja | Zawodnik                   | Reprezentacja | Czas | Uwagi |
| ------- | -------------------------- | ------------- | ---- | ----- |
| 1.      | Bernard Leene Henk Ooms    | Holandia      | 11,4 | Q     |
| 2.      | Bruno Loatti Carlo Legutti | Włochy        |      |       |

### Finały
o złoty medal
| Pozycja | Zawodnik                | Reprezentacja | Czas     | Czas     | Uwagi |
| Pozycja | Zawodnik                | Reprezentacja | Wyścig 1 | Wyscig 2 | Uwagi |
| ------- | ----------------------- | ------------- | -------- | -------- | ----- |
| złoto   | Ernst Ihbe Carl Lorenz  | III Rzesza    | 11,0     | 11,0     |       |
| srebro  | Bernard Leene Henk Ooms | Holandia      |          |          |       |

o brązowy medal
| Pozycja | Zawodnik                     | Reprezentacja | Czas     | Czas     | Uwagi |
| Pozycja | Zawodnik                     | Reprezentacja | Wyścig 1 | Wyscig 2 | Uwagi |
| ------- | ---------------------------- | ------------- | -------- | -------- | ----- |
| brąz    | Pierre Georget Georges Maton | Francja       | 11,0     | 11,4     |       |
| 4.      | Bruno Loatti Carlo Legutti   | Włochy        |          |          |       |